# Fulong
Fulong (chiń. 福龍; starsze transkrypcje spotykane w literaturze: Fu Long, Fu Lung) − chiński torpedowiec z końca XIX wieku, następnie po zdobyciu służył jako japoński Fukuryū.
"Fulong" był oceanicznym torpedowcem o stalowym kadłubie. Jego uzbrojenie stanowiły dwie torpedy umieszczone w stałych wyrzutniach na dziobie, po obydwu burtach okrętu, oraz dwie torpedy zapasowe. Niektóre źródła podają jako uzbrojenie również obrotową wyrzutnię torped na rufie. Uzbrojenie uzupełniały dwa działa 37 mm. Zbudowany został w niemieckiej stoczni Schichau w Elblągu w 1886 roku, pod numerem budowy 303. Nazwa oznaczała „szczęśliwy smok”.
W czerwcu 1886 roku wyruszył do Chin, gdzie przybył 24 września 1886 roku. Zamówiony został przez flotę Fujian, lecz około 1890 roku został przekazany do floty Beiyang. Wraz z pancernikiem "Pingyuan" i kanonierką "Guangbing", jako chińska Eskadra Przybrzeżna, wziął udział w bitwie u ujścia rzeki Jalu. W toku bitwy wystrzelił trzy torpedy do uzbrojonego parowca "Saikyo Maru", lecz niecelnie. Podczas oblężenia Weihaiwei "Fulong" nie był aktywnie wykorzystywany, podobnie jak inne chińskie torpedowce. Jego dowódcą był wówczas Cai Tingan. Wraz z innymi torpedowcami podjął próbę ucieczki z portu 7 lutego 1895, lecz został przechwycony przez japońskie krążowniki i prawdopodobnie zmuszony do wyrzucenia się na mieliznę, a następnie zdobyty przez Japończyków.
W japońskiej służbie został przemianowany na "Fukuryū" – japońskie odczytanie chińskich znaków. 27 lutego 1895 został zaklasyfikowany jako torpedowiec 1. klasy. W 1902 roku zmodernizowano go przez wymianę kotła i usunięcie jednego z dwóch kominów. Okręt został skreślony z listy floty 1 kwietnia 1908 roku, po czym złomowany.